# مورا فيسر
مورا فيسر (1 يونيو 1985 في هولندا - ) (بالهولندية: Maura Visser)‏ هي لاعبة كرة يد مملكة هولندا في مركز ظهير ‏. لعبت مع Viborg HK ‏.

## وصلات خارجية
- مورا فيسر على موقع الاتحاد الأوروبي لكرة اليد (الإنجليزية)